# Stictopisthus carbonarius
Stictopisthus carbonarius là một loài tò vò trong họ Ichneumonidae.